# Bytčica

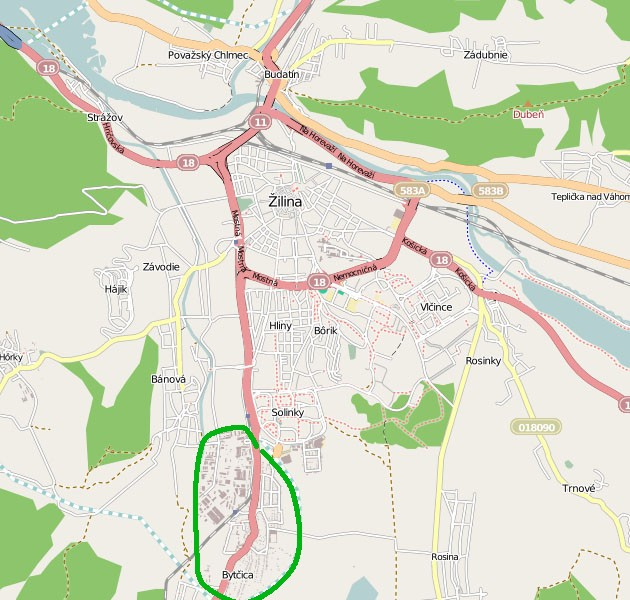
Městská část Žilina-Bytčica vyznačena na mapě města

Bytčica je městská část Žiliny, situovaná jižně od části Solinky na silnici I/64.
Její historické názvy byly: Bytrzycz, Bychycze nebo Bittčica, maďarsky Bicsefalu. Patřila panství Lietava. Nachází se zde barokní zámeček z poloviny 18. století, klasicistní zámeček z roku 1844, budova bývalého klasicistního poplužního dvoru a klasicistní římskokatolický kostel svatého Emericha z roku 1844. K Žilině patří od roku 1970. V Bytčici byla umístěna psychiatrická klinika. Okrajem obce protéká řeka Rajčanka.
Žije zde 2043 obyvatel. V Bytčici se narodil Marek Mintál. Obec má spojení s centrem města pomocí autobusových linek číslo 20 a 22. Linka číslo 20 jede na trase Bytčica – centrum – sídliště Vlčince a zpět. Linka číslo 22 jede na trase Bytčica – centrum – Brodno a zpět. Spojení s centrem města je možné i lokální železniční tratí Žilina – Rajec. V Bytčici je železniční stanice. V obci se nachází několik hostinců a menší obchody.
V okrajových částech obce probíhala a i probíhá individuální bytová výstavba rodinných domů. V katastrálním území obce se nacházela továrna – ZVL Bytčica (závody valivých ložisek). Dnes tento areál slouží jako logistické centrum pro firmu KIA. V budoucnu mezi obcemi Bytčica a Lietavská Lúčka povede dálnice D1 v úseku Hričovské Podhradie – Dubná Skala.